# توم تايلور
توم تايلور (4 ديسمبر 1880 بكامبريدج في كندا - 15 أغسطس 1945 بوينيبيغ في كندا) هو لاعب كرة قدم كندي في مركز الهجوم، شارك في الألعاب الأولمبية الصيفية 1904. ولعب مع Galt F.C. ‏.

## وصلات خارجية
- توم تايلور على موقع قاعدة بيانات كرة القدم.إي يو (الإنجليزية)
- توم تايلور على موقع أوليمبيديا (الإنجليزية)